# Руниверс
Руниверс — сайт о российской истории и культуре.
Проект Руниверс создан в информационно-образовательных целях, не является коммерческим, не содержит рекламы и не предназначен для извлечения какой-либо выгоды из публикуемых материалов.
Размещает преимущественно факсимильные книги, изданные до 1917 года, а также фотографии, документы и иные исторические материалы. Предназначен всем читающим по-русски, интересующимся русской культурой, историей и языком.

## Библиотека
Электронная факсимильная историческая библиотека составлена из книг (более 1500, выложенных факсимильно в хорошем качестве), прежде всего, по истории России. Также в большом объёме представлены энциклопедии, сборники документов, карты, фотографии, труды русских философов, изданные до революции и непереиздававшиеся более века. Многие книги и периодические издания ранее никогда не были представлены для публичного доступа и использования.
Доступны разделы по избранным историческим темам, а также календарь памятных дат.

## Галерея

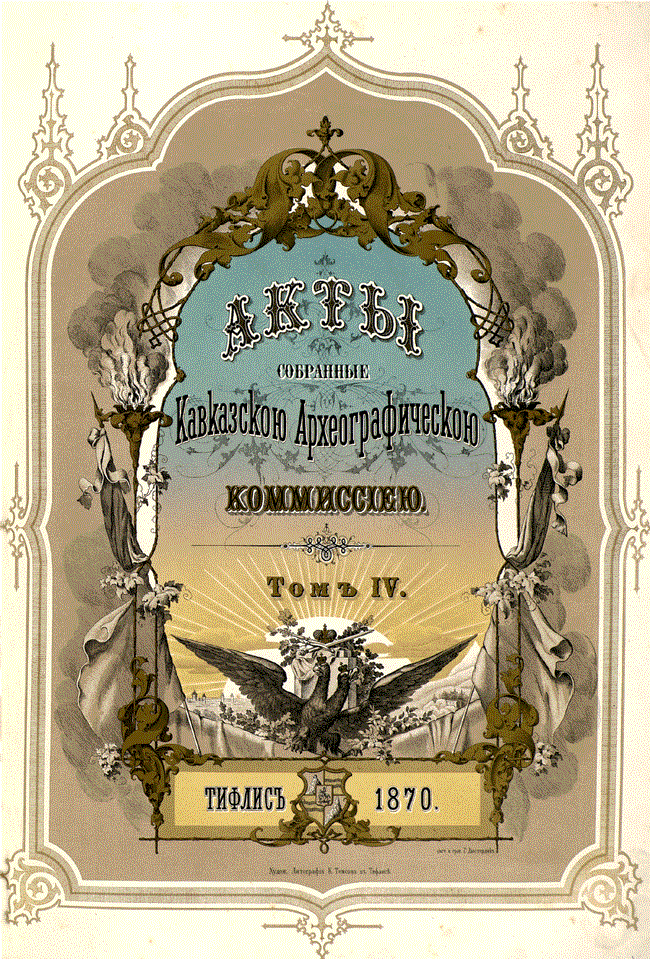
Титульная страница 4 тома Актов, собранных Кавказской археографической комиссией.

Представлена обширная галерея фотографий (более 1600) выдающихся русских фотографов, дореволюционные фотографии с описаниями и очерками о фотографах:
- галерея Максима Петровича Дмитриева
- галерея Андрея Ивановича Деньера
- галерея Сергея Львовича Левицкого
- галерея Карла Карловича Буллы
- галерея Ивана Фёдоровича Барщевского
- галерея Андрея Осиповича Карелина
- галерея Василия Андреевича Каррика
- галерея Сергея Михайловича Прокудина-Горского

## Энциклопедия

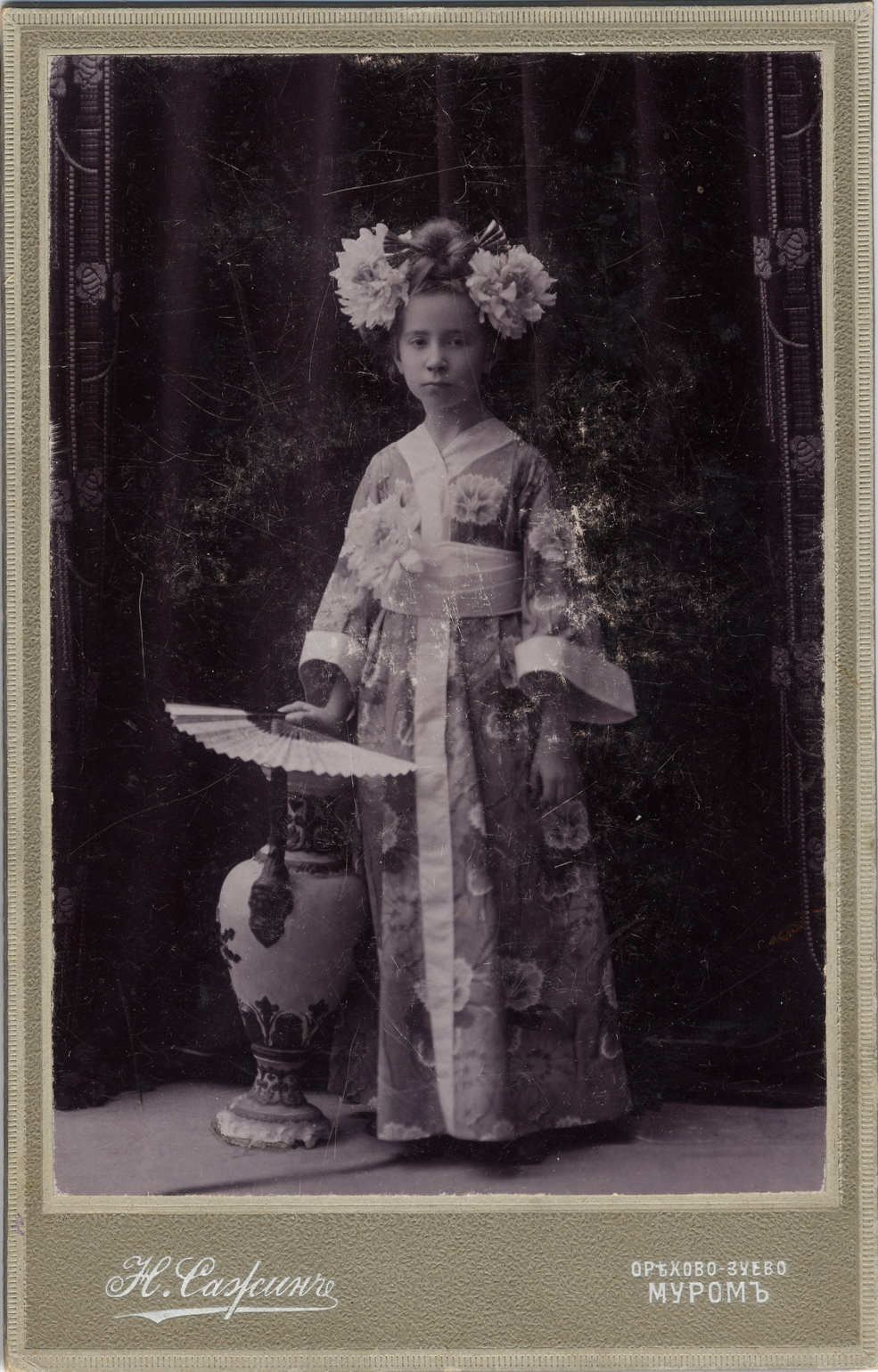
Фотография девочки в японском костюме, около 1900 года. Фотограф — Сажин Н. Н.

На сайте представлена сводная военно-историческая энциклопедия. С помощью алфавитного каталога осуществляется поиск по трём военным энциклопедиям. В состав сводной энциклопедии входят:
- «Военный энциклопедический лексикон»
- «Энциклопедия военных и морских наук»
- «Военная энциклопедия Сытина»

## Другие разделы
- Лекционный зал
- Полное собрание законов Российской империи
- Собрание дореволюционных военных энциклопедий
- Журнальный зал[8]
- Полная версия Энциклопедического словаря Брокгауза и Ефрона[9]
- Собрания архивных документов, подготовленных Российской академией наук и археографическими комиссиями[10]
- Подборки книг по теме «Российской военной истории» и «Военно-морской истории России»
- В историческом разделе сайта представлено более 3200 документов, в том числе:
  - «Катынь»,
  - «Крым: история вхождения в Российскую Империю»,
  - «Севастополь и Российский флот»,
  - «Пакт Молотова — Риббентропа»,
  - «Цхинвал и Южная Осетия: история войн и вхождения в государственные образования»,
  - «Южные Курилы: история вопроса»,
  - «Восточная Пруссия: история и путь в Россию»
  - «Страны Восточной Европы во Второй мировой войне (1939—1945 гг.)»
  - «Страны Северной Европы во Второй мировой войне (1939—1945 гг.)»
- Биографии и все основные работы классических русских философов, а также книги, ставшие библиографической редкостью, рукописи, письма, дневники
- Коллекция атласов Российской империи[11]
- Проект «Военная история России». В рамках проекта выпущены оригинальные карты войн и вооруженных конфликтов XVII века[12]
- Двухтомное издание «Военные конфликты, кампании и боевые действия русских войск, 860—1914 гг.»[13]
- Серия книг «Наглядная хронология» — лента времени отображает историю России непрерывно на протяжении более одиннадцати веков — от начала эпохи Средневековой Руси и до наших дней.